# Washing the Streets of Porto Rico
Washing the Streets of Porto Rico è un cortometraggio muto del 1898. Il nome del regista non viene riportato nei credit.
Fu il secondo film prodotto e distribuito dalla Selig, una casa di produzione fondata nel 1896 a Chicago.
"Una scena molto particolare che mostra il metodo di lavare le strade di Porto Rico e di particolare interesse ora che questo paese fa parte del dominio dello zio Sam. Questo è un film particolarmente brillante, perfetto in ogni dettaglio ed essere qualcosa fuori dall'ordinario ha avuto molto successo"

## Trama
Documentario che mostra degli originali metodi di lavaggio delle strade di Porto Rico, ceduta quell'anno dalla Spagna agli Stati Uniti.

## Produzione
Il film fu prodotto dalla Selig Polyscope Company.

## Distribuzione
Distribuito dalla Selig Polyscope Company, il documentario - un cortometraggio di 15 metri e 24 - uscì nelle sale cinematografiche statunitensi nel 1898.